# Diecezja Rodez
Diecezja Rodez (pełna nazwa: diecezja Rodez (-Vabres)) – diecezja Kościoła rzymskokatolickiego w południowej Francji. Powstała w V wieku jako diecezja Rodez. W 1801 została rozwiązana, ale już w 1822 przywrócono ją. W 1875 otrzymała nową nazwę oficjalną, uwzględniającą również Vabres. Do 2002 należała do metropolii Albi, a po jej likwidacji została włączona do metropolii Tuluzy.